# ريان ستيغ
ريان ستيغ (بالإنجليزية: Ryan Stig)‏ هو لاعب دوري الرغبي أسترالي، ولد في 7 نوفمبر 1989 في Macksville, New South Wales ‏ في أستراليا.